# منتخب أرمينيا لكرة القاعدة
منتخب أرمينيا لكرة القاعدة هو ممثل أرمينيا الرسمي في المنافسات الدولية في كرة القاعدة
.